# سيكي تاكاكازو
سيكي تاكاكازو أو سيكي كوا (حوالي 1640,فوجيوكا، اليابان - 5 ديسمبر 1708,طوكيو، اليابان) هو عالم رياضيات ياباني عاش في القرن 17م. يعد اليوم أهم شخصية في الرياضيات اليابانية، والمعروفة باسم «واسان» منذ القرن ال17 حتى انفتاح اليابان على الغرب في منتصف القرن ال19.

## حياته
لا تزال حياة سيكي تاكاكزو لغزا غامضا، ذلك لأنه لا يعرف عنها إلا القليل. ولد سيكي في عائلة ساموراي محاربة حوالي سنة 1640, وكان الابن الثاني ليوشياما ناغاكيرا. في عمر مبكر جدا، تبنته عائلة نبيلة تدعى سيكي كوروزايمون، ومنها أخذ كنية سيكي.

في صغره، طور سيكي نفسه في الرياضيات، لدرجة أن من حوله كانوا يعتبرونه معجزة في الرياضيات، ويقال أن سيكي كان قد أدخل إلى هذا عن طريق خادم منزله والذي اكتشف موهبة الطفل في عمر تسع سنوات.

## الأعمال الرياضية

### قيمة العددπ{\displaystyle \pi }
أيضا، من إنجازات العالم سيكي تاكاكازو العظيمة، حسابه لقيمة العدد {\displaystyle \pi } إلى الرتبة العاشرة بعد الفاصلة، عن طريق «تسريع وتيرة تقارب سلسلة معينة»

## روابط خارجية
- سيكي تاكاكازو على موقع الموسوعة البريطانية (الإنجليزية)